# هاوانا (آلاباما)
هاوانا (به انگلیسی: Havana) یک منطقهٔ مسکونی در ایالات متحده آمریکا است که در آلاباما واقع شده‌است. هاوانا ۱۲۳٫۱۴ متر بالاتر از سطح دریا واقع شده‌است.